# Botswana Golden Grand Prix 2023
Der Botswana Golden Grand Prix 2023 war eine Leichtathletik-Veranstaltung, die am 29. April im Botswana National Stadium in der Hauptstadt Gaborone stattfand. Es war die zweite Veranstaltung auf Gold-Level der World Athletics Continental Tour.

## Resultate

### Männer

#### 100 m
| Platz | Athlet             | Land | Zeit (s) |
| ----- | ------------------ | ---- | -------- |
| 1     | Ferdinand Omanyala | KEN  | 09,78    |
| 2     | Letsile Tebogo     | BOT  | 09,91    |
| 3     | Kenneth Bednarek   | USA  | 10,02    |
| 4     | Aaron Brown        | CAN  | 10,06    |
| 5     | Kyree King         | USA  | 10,06    |
| 6     | Emmanuel Matadi    | LBR  | 10,11    |
| 7     | Thuto Masasa       | BOT  | 10,30    |
| 8     | Jerome Blake       | CAN  | 10,39    |

Wind: +2,3 m/s

#### 200 m
| Platz | Athlet            | Land | Zeit (s)    |
| ----- | ----------------- | ---- | ----------- |
| 1     | Letsile Tebogo    | BOT  | 19,87 WL PB |
| 2     | Aaron Brown       | CAN  | 20,00       |
| 3     | Joseph Fahnbulleh | LBR  | 20,14       |
| 4     | Alexander Ogando  | DOM  | 20,22       |
| 5     | Brendon Rodney    | CAN  | 20,28 SB    |
| 6     | Jerome Blake      | CAN  | 20,39       |
| 7     | Andre De Grasse   | CAN  | 20,41       |
| 8     | Anthony Pesela    | BOT  | 20,69       |

Wind: −0,3 m/s

#### 400 m
| Platz | Athlet           | Land | Zeit (s)    |
| ----- | ---------------- | ---- | ----------- |
| 1     | Muzala Samukonga | ZAM  | 43,91 WL NR |
| 2     | Kirani James     | GRN  | 44,76       |
| 3     | Leungo Scotch    | BOT  | 44,92 SB    |
| 4     | Lythe Pillay     | RSA  | 45,07       |
| 5     | Bayapo Ndori     | BOT  | 45,13       |
| 6     | Zakhiti Nene     | RSA  | 45,53       |
| 7     | Gardeo Isaacs    | RSA  | 46,28       |
| 8     | Isaac Makwala    | BOT  | 46,35       |

#### 800 m
| Platz | Athlet                     | Land | Zeit (min) |
| ----- | -------------------------- | ---- | ---------- |
| 1     | Abel Kipsang               | KEN  | 1:49,1     |
| 2     | Tshepo Tshite              | RSA  | 1:49,2     |
| 3     | Koitatoi Kidali            | KEN  | 1:49,2     |
| 4     | Tshepiso Masalela          | BOT  | 1:49,3     |
| 5     | Ephrem Mekonnen            | ETH  | 1:49,4     |
| 6     | Cornelius Tuwei            | KEN  | 1:49,5     |
| 7     | Clayton Murphy             | USA  | 1:50,0     |
| 8     | Ferguson Cheruiyot Rotich  | KEN  | 1:50,1     |
| 9     | Nicholas Kiplangat Kebenei | KEN  | 1:51,3     |
| 10    | Boitumelo Masilo           | BOT  | 1:51,4     |
| 11    | Ethan Hussey               | GBR  | 1:52,1     |
|       | Erik Sowinski (Pacemaker)  | USA  | DNF        |

#### 400 m Hürden
| Platz | Athlet               | Land | Zeit (s) |
| ----- | -------------------- | ---- | -------- |
| 1     | Trevor Bassitt       | USA  | 48,43 SB |
| 2     | Sokwakhana Zazini    | RSA  | 48,58 PB |
| 3     | Wiseman Mukhobe      | KEN  | 49,29    |
| 4     | Thomas Barr          | IRL  | 49,79    |
| 5     | Kemorena Tisang      | BOT  | 50,47    |
| 6     | Victor Ntweng        | BOT  | 50,55    |
| 7     | Sabelo Dhlamini      | RSA  | 50,91    |
| 8     | Mohamed Amine Touati | TUN  | 51,59    |

#### Weitsprung
| Platz | Athlet                   | Land | Weite (m) |
| ----- | ------------------------ | ---- | --------- |
| 1     | Marquis Dendy            | USA  | 8,34      |
| 2     | Ingar Bratseth-Kiplesund | NOR  | 8,21 NR   |
| 3     | LaQuan Nairn             | BAH  | 8,10 SB   |
| 4     | Jarrion Lawson           | USA  | 8,09      |
| 5     | Chenault Lionel Coetzee  | NAM  | 8,04 PB   |
| 6     | Thapelo Monaiwa          | BOT  | 7,88      |
| 7     | Ruswahl Samaai           | RSA  | 7,67      |
| 8     | Norman Chibane           | BOT  | 7,48 SB   |
| 9     | Cheswill Johnson         | RSA  | 7,24      |
| 10    | Blessing Thuto Mothomme  | BOT  | 6,89      |

#### Kugelstoßen
| Platz | Athlet          | Land | Weite (m) |
| ----- | --------------- | ---- | --------- |
| 1     | Leonardo Fabbri | ITA  | 21,32 SB  |
| 2     | Zane Weir       | ITA  | 21,09 SB  |
| 3     | Scott Lincoln   | GBR  | 20,32     |
| 4     | Kyle Blignaut   | RSA  | 19,80     |
| 5     | Eric Favors     | IRL  | 19,66     |
| 6     | Marcus Thomsen  | NOR  | 19,65     |
| 7     | Omphile Phokoje | BOT  | 13,50 SB  |
| 8     | Tonic Taukobong | BOT  | 11,90     |

### Frauen

#### 100 m
| Platz | Athletin        | Land | Zeit (s) |
| ----- | --------------- | ---- | -------- |
| 1     | Twanisha Terry  | USA  | 11,05    |
| 2     | Bassant Hemida  | EGY  | 11,09 SB |
| 3     | Kiara Parker    | USA  | 11,16    |
| 4     | Javianne Oliver | USA  | 11,40    |
| 5     | Teahna Daniels  | USA  | 11,54    |
| 6     | Tsaone Sebele   | BOT  | 11,56 SB |
| 7     | Boitshepo Moloi | BOT  | 11,79 PB |
| 8     | Anne Zagré      | BEL  | 11,80    |

Wind: +0,4 m/s

#### 200 m
| Platz | Athletin             | Land | Zeit (s) |
| ----- | -------------------- | ---- | -------- |
| 1     | Kayla White          | USA  | 22,38 SB |
| 2     | Sha’Carri Richardson | USA  | 22,54    |
| 3     | Bassant Hemida       | EGY  | 22,75 SB |
| 4     | Gina Bass            | GAM  | 23,25    |
| 5     | Dezerea Bryant       | USA  | 23,28    |
| 6     | Kiara Parker         | USA  | 23,67    |
| 7     | Lydia Jele           | BOT  | 23,70 SB |
| 8     | Winnie Sarefo        | BOT  | 24,79    |

Wind: −0,5 m/s

#### 400 m
| Platz | Athletin           | Land | Zeit (s) |
| ----- | ------------------ | ---- | -------- |
| 1     | Mary Moraa         | KEN  | 50,44 NR |
| 2     | Miranda Coetzee    | RSA  | 51,14    |
| 3     | Candice McLeod     | JAM  | 51,17    |
| 4     | Zenéy van der Walt | RSA  | 51,37    |
| 5     | Marlie Viljoen     | RSA  | 52,21    |
| 6     | Thomphang Basele   | BOT  | 53,93    |
| 7     | Kyra Jefferson     | USA  | 53,98    |
|       | Naledi Lopang      | BOT  | DNF      |

#### 800 m
| Platz | Athletin                      | Land | Zeit (min) |
| ----- | ----------------------------- | ---- | ---------- |
| 1     | Habitam Alemu                 | AUS  | 1:59,35    |
| 2     | Prudence Sekgodiso            | RSA  | 2:00,39 SB |
| 3     | Firezewid Tesfaye             | ETH  | 2:00,52 PB |
| 4     | Naomi Korir                   | KEN  | 2:00,70    |
| 5     | Oratile Nowe                  | BOT  | 2:01,71 NR |
| 6     | Charne Swart                  | RSA  | 2:03,31    |
| 7     | Salma Bejia                   | RSA  | 2:05,12    |
| 8     | Petja Klojčnik                | SVN  | 2:06,84    |
| 9     | Camille Laus                  | BEL  | 2:08,04 PB |
| 10    | Gena Löfstrand                | RSA  | 2:28,22    |
| 11    | Maudie Skyring                | AUS  | 4:14,66    |
|       | Kelebogile Bile (Pacemakerin) | BOT  | DNF        |

#### Weitsprung
| Platz | Athletin             | Land | Weite (m) |
| ----- | -------------------- | ---- | --------- |
| 1     | Ese Brume            | NGR  | 6,77 WL   |
| 2     | Marthe Koala         | BFA  | 6,69 NR   |
| 3     | Maryse Luzolo        | GER  | 6,61      |
| 4     | Esraa Owis           | EGY  | 6,50 SB   |
| 5     | Lorraine Ugen        | GBR  | 6,50 w    |
| 6     | Diána Lesti          | HUN  | 6,44      |
| 7     | Karmen Fouché        | RSA  | 6,43      |
| 8     | Petra Bánhidi-Farkas | HUN  | 6,38      |
| 9     | Lene Peens           | RSA  | 6,17 SB   |
| 10    | Majore Chedza        | BOT  | 5,86 PB   |
| 11    | Tshegofatso Bojosi   | BOT  | 5,86 PB   |
| 12    | Eljonè Kruger        | RSA  | 5,67      |
| 13    | Kendy Neo Theetso    | BOT  | 5,15      |

#### Kugelstoßen
| Platz | Athletin           | Land | Weite (m) |
| ----- | ------------------ | ---- | --------- |
| 1     | Adelaide Aquilla   | USA  | 18,53 SB  |
| 2     | Amelia Strickler   | GBR  | 17,24     |
| 3     | Jéssica Inchude    | POR  | 17,11     |
| 4     | Rachel Fatherly    | USA  | 16,92 SB  |
| 5     | Felisha Johnson    | USA  | 16,89     |
| 6     | Kelebogile Ambrose | BOT  | 11,99 NR  |
| 7     | Josephine Kayombo  | BOT  | 9,54      |